# Thiergeville
Thiergeville – miejscowość i gmina we Francji, w regionie Normandia, w departamencie Sekwana Nadmorska.
Według danych na rok 1990 gminę zamieszkiwało 279 osób, a gęstość zaludnienia wynosiła 30 osób/km² (wśród 1421 gmin Górnej Normandii Thiergeville plasuje się na 632. miejscu pod względem liczby ludności, natomiast pod względem powierzchni na miejscu 389.).